# 青森県道280号十二湖公園線
青森県道280号十二湖公園線（あおもりけんどう280ごう じゅうにここうえんせん）は、青森県西津軽郡深浦町を通る一般県道である。

## 概要
深浦町松神で、深浦町道十二湖公園線（十二湖付近）から分岐し、日本キャニオン付近を通過して、JR五能線十二湖駅の南で国道101号交点に至る路線である。

### 路線データ
- 起点 : 西津軽郡深浦町（十二湖）[2]
- 終点 : 西津軽郡深浦町大字松神[2]

## 歴史
- 1961年（昭和36年）2月10日 - 青森県道に認定される[2]

## 路線状況

### 冬季閉鎖区間
- 深浦町松神（12月上旬 - 4月上旬）

## 地理

### 交差する道路
- 深浦町道十二湖公園線（西津軽郡深浦町大字松神、起点）[1][3]
- 国道101号（西津軽郡深浦町大字松神、終点）

### 沿線の施設など
- 十二湖
- 日本キャニオン
- アオーネ白神十二湖（ただし、当路線から直接出入はできず、町道十二湖公園線を経由する必要がある[1]。）
- JR五能線十二湖駅